# هجوم دير الزور (يناير 2016)
كان هجوم دير الزور (يناير 2016) عملية عسكرية تابعة لتنظيم الدولة الإسلامية في العراق والشام، سيطر خلالها على الضواحي الشمالية لدير الزور في 16 يناير 2016، وقتل من 135 إلى 300 شخص، في حين خطف أيضا نحو 400 شخص آخرين.

## معلومات أساسية
في عام 2011، بدأت الحرب الأهلية السورية بعد انتفاضة ضد الرئيس بشار الأسد. وقد سيطر المتمردون على محافظة دير الزور باستثناء نحو نصف مدينة دير الزور التي ظلت في أيدي الحكومة. ولكن في عام 2014 سيطر تنظيم الدولة الإسلامية في العراق والشام (داعش) على جميع المناطق التي كان يسيطر عليها المتمردون. ومنذ ذلك الوقت، حاول تنظيم الدولة الإسلامية في العراق والشام مرارا وتكرارا أن يسيطر على الجزء المتبقي من مدينة دير الزور.

## الهجوم

### الهجوم الأولي والمجزرة
في 16 يناير 2016، شن مقاتلو الدولة الإسلامية في العراق والشام هجوما على دير الزور. وفي القتال الأولي، قتل ما لا يقل عن 35 من جنود الجيش العربي السوري ومقاتلي الميليشيات المتحالفة معهم. وذكرت الحكومة ان المجموعة استخدمت «ستة انتحاريين اولا وحاولوا اقتحام المواقع العسكرية ولكنهم فشلوا». وأضاف المرصد السوري لحقوق الإنسان ومقره بريطانيا أن الجماعة «نفذت عدة هجمات» خلال النهار.
وبعد أن استولى التنظيم على أجزاء من المدينة، كان مقاتلون موالون للحكومة وأسرهم من بين الأشخاص الذين تعرضوا للهجوم في أحياء البغيلية وعياش. وقالت الحكومة السورية ووسائل الإعلام الرسمية إن ما يتراوح بين 250 و300 شخص لقوا حتفهم بما في ذلك بعضهم بقطع الرأس؛ وكان لدى المرصد السوري لحقوق الإنسان أرقام مختلفة، حيث أفاد عن سقوط 135 قتيلا، من بينهم 85 مدنيا و50 جنديا. واستولى تنظيم الدولة الإسلامية في العراق والشام أيضا على مستودع لأسلحة الجيش واستولوا على دبابات. وأضاف «المرصد السوري لحقوق الإنسان» أن داعش خطف نحو 400 مدني من عائلات المقاتلين الموالين للحكومة. «هناك خوف حقيقي على حياتهم، وهناك خوف من أن تقوم الجماعة بإعدامهم كما فعلت من قبل في مناطق أخرى.» وقتل أبو حمزة الأنصاري، وهو قائد كبير في تنظيم الدولة الإسلامية في الولاية، خلال هجوم لتنظيم الدولة الإسلامية على عياش والبغيلية على يد اللواء الـ104 المحمول جوا.
وواصلت قوات تنظيم الدولة الإسلامية في العراق والشام تقدمها في المناطق التي تسيطر عليها الحكومة السورية في شمال غرب مدينة دير الزور، والمناطق الواقعة جنوب وغرب البغيلية.

### محاولة الهجوم المضاد
تم الإبلاغ عن ضربات جوية لطائرات مقاتلة تابعة للقوات الجوية الروسية لدعم قوات الجيش السوري، لاستعادة المناطق. ووفقا لوزارة الدفاع الروسية فإن نحو 60 من مقاتلي الدولة الإسلامية قتلوا في ضربات جوية.
وفي 19 يناير، شن تنظيم الدولة الإسلامية في العراق والشام هجوما جديدا على الأراضي الحكومية، بالاستفادة من عاصفة رملية مستغلة عاصفة ترابية التي تقريبا أقعدت الطائرات الحربية الروسية. أكثر من 80 مقاتلا من تنظيم الدولة الإسلامية قتلوا أثناء قتالهم القوات الحكومية في منطقة البغيلية. 75-82 جندي حكومي (11 منهم من قوات الدفاع الوطني) و12 من رجال قبائل الشعيطات المواليين للحكومة. وفي اليوم التالي، ادعى مصدر موال للحكومة أن القوات الحكومية استعادت السيطرة على معسكر الصاعقة، وقمة تل كروم، ومستودع أسلحة عياش. ومع ذلك، أكدت تقارير لاحقة أنها لا تزال تسيطر عليها الدولة الإسلامية في العراق والشام. وفي وقت لاحق من يوم 20 يناير، سقطت منطقة البغيلية أيضا إلى تنظيم الدولة الإسلامية في العراق والشام وسيطر الجهاديون على قاعدة كتيبة الصواريخ، جنوب دير الزور، ومزارع المريعية. وفي وقت سابق من اليوم، سلمت عملية سلاح الجو الروسي 50 طنا من المساعدات الإنسانية إلى المدنيين في البغيلية. ترك التقدم تنظيم الدولة الإسلامية في العراق والشام مسيطرا على ما لا يقل عن 60 في المائة من مدينة دير الزور. وفي هذا الوقت، أفرج تنظيم الدولة الإسلامية في العراق والشام عن 270 من المدنيين الـ400 الذين اختطفوا خلال عطلة نهاية الأسبوع.
وفي 21 يناير، شن الجيش السوري هجوما على منطقة البغيلية، حيث قتل 11 جنديا.

## أعقاب
في 22 يناير، أسفرت الضربات الجوية الروسية عن مقتل 44 شخصا في منطقة الطلائع الخاضعة لسيطرة تنظيم الدولة الإسلامية في العراق والشام، وفي اليوم التالي، أسفرت ضربات جوية أخرى عن مقتل 63 شخصا في خشام.
وفي 26 يناير، قتل ستة مدنيين بسبب قذيفة هاون وقتل لواء من الجيش العربي السوري.
وفي 28 يناير، شن تنظيم الدولة الإسلامية في العراق والشام هجوما على مقاطعة البغيلية للاستيلاء على تلة الرواد، وجامعة الجزيرة، وفندق فرات الشام. وقد تم قطع الهجوم بسبب الغارات الجوية التي شنتها القوات الجوية السورية والروسية. وفي 30 يناير، شن تنظيم الدولة الإسلامية في العراق والشام هجوما على طول شارع سينما فؤاد داخل منطقة الرشيدية وضد منطقة الحويقة.
وفي 11 مارس، أعلنت القيادة المركزية للجيش العربي السوري عزمها على رفع الحصار الذي يفرضه تنظيم الدولة الإسلامية على دير الزور عن طريق الاستيلاء على تدمر وعلى الطريق السريع بين تدمر ودير دير الزور.
وفي 18 مايو / أيار، زعم الجيش السوري أن أكثر من 200 من مسلحي تنظيم الدولة الإسلامية قتلوا في أعقاب هجوم شنته الحكومة في المنطقة الغربية من المدينة المحاصرة. إلا أن هذا الرقم متنازع عليه من قبل المرصد السوري لحقوق الإنسان الذي يعطي تقديرات أكثر تحفظا لـ50 من مسلحي تنظيم الدولة الإسلامية الذين قتلوا.

## الإصابات
قتل في صفوف الجيش العربي السوري 200 شخص، من بينهم 48 تم إعدامهم من قبل تنظيم الدولة الإسلامية. وقتل أيضا 110 من مقاتلي تنظيم الدولة الإسلامية في العراق والشام، بمن فيهم 30 انتحاريا.

## ردود الأفعال
ندد فرع من الحكومة السورية لم يكشف عن اسمه «بالمجزرة المروعة التي ارتكبت ضد سكان البغيلية في دير الزور».